# 来栖川重工プレゼンツ メイドロボ3姉妹 ラジオはじめました
来栖川重工プレゼンツ メイドロボ3姉妹 ラジオはじめましたは、音泉とアニメイトTVで配信されていたToHeart2関連のインターネットラジオ番組。
ささら、まーりゃんの生徒会会長ラジオ for ToHeart2と同時期に放送。

## 番組概要
- 通称：メイドロボラジオ
- 配信期間：2009年9月7日 - 2010年4月5日
- 配信サイト（配信日）：音泉、アニメイトTV（毎週月曜日）
- スポンサー：アクアプラス、来栖川重工
- パーソナリティ：萩原えみこ（HMX-17a イルファ役）、山川琴美（HMX-17b ミルファ役）、櫻井浩美（HMX-17c シルファ役）

## コーナー
ふつおた
リスナーからの普通のお便りや感想を紹介するコーナー
来栖川重工CMコンテスト
メイドロボ3姉妹を作り上げた企業である来栖川重工の企業PRのアイデアを番組リスナーから募集するコーナー。
メイド常識クイズ☆この穴をう・め・て！
リスナーから穴うめ形式の常識問題を募集してその問題を解いていくコーナー。
おためしロールアウト劇場
リスナーから寄せられた企画にあわせて試しにやってみるコーナー。好評であればレギュラー化、不評であれば無かったことになる。正式コーナーと異なり、トーク中でも突然ドアの閉まる音がしてフェードアウトする事が多い。
ラジオ萌え言葉講座
おためしロールアウト劇場のコーナーの1つであったが、第20回からレギュラー化。リスナーから寄せられた台詞（萌え言葉）を先生である萩原がまず読み、生徒である山川が復唱するコーナー。

## 以前のコーナー
品質管理クエスチョン・3人同時にドン！
リスナーからパーソナリティあての問題を募集して3人が問題に同時に答えて3人の答えがそろえばOKというコーナー。溝らじの「溝らじパーソナリティーの溝測定」に相当。同じ問題を両ラジオに出し、ToHeart2のラジオ同士の勝負コーナーであった。第16回で「ファイナル」と称しひとまず終了しているが、公式ページのコーナー紹介や入力フォームにはまだ残っている。

## エピソード
- 2009年夏のコミックマーケット76でのアクアプラスや音泉の発売グッズ等を紹介する特別番組「来栖川重工プレゼンツ メイドロボ3姉妹 夏のお買い物ラジオ」を放送、コミックマーケット会場で行われたアクアプラス ちょいフェスタ 2009 夏にてレギュラー番組としての開始がアナウンスされた。
- 当初の挨拶は溝らじの二人が考えた「おかもちは」だった。
- 第2回放送で早くも2本録りをばらしてしまった。
- 第5回放送で挨拶が「ただいま」それに対しパーソナリティーが「お帰りなさいませご主人様」で返すことに決まる。
- 第7回放送で萩原えみこの愛称が「みこみこ」に決まる。
- 第8回放送で萩原えみこの愛称が「えみえみ」、山川琴美の愛称が「こつ」に変更になる。
- 同じくToHeart2のラジオである溝らじと同じ内容のコーナーで勝負し、溝らじの二人がゲストとして登場した第13回からは本格的に直接対決を行った。アクアプラスフェスタ2009で最終対決を行って、見事溝らじと急遽できたうたわれチームに勝利し謎の大阪旅行を獲得した。
- 第22回放送で大阪・日本橋での公開録音が発表された。なお、同時に萩原は妊娠7ヶ月であることを発表し、そのため山川・櫻井の2名のみ参加が決定した。
- ラジオCD Vol.3販売の宣伝のため、2010年8月2日に限定復活配信。
- 「溝らじ」との合同イベント「ささら、まーりゃんの生徒会会長ラジオ for ToHeart2 presents 溝・メイドロボ ・F.I.X Records3姉妹 サイエンスホールの大決闘」の宣伝のため、2012年11月2日に限定復活配信。
- 2015年11月28日～29日に開催されるイベント「大アクアプラス祭」と、そのイベントでの物販を宣伝する番組として、2015年11月13日に限定復活配信。

## 配信リスト
| 放送回 | 配信開始日 | サブタイトル                                          | ゲスト（カッコ内は役名）                      | 特記事項 |
| ------ | ---------- | ----------------------------------------------------- | --------------------------------------------- | --- |
| 第01回 | 2009/9/7   | 『メイドロボ三姉妹参上!』                             |                                               | |
| 第02回 | 2009/9/14  | 『女性らしくて、すいません ^^;;;』                    | Suara (歌手)                                  | |
| 第03回 | 2009/9/21  | 『早くも裏切り者か?』                                 |                                               | animateTVでは2009/9/18配信 |
| 第04回 | 2009/9/28  | 『それは本当にセクシーなのか?』                       |                                               | animateTVでは2009/9/29配信 |
| 第05回 | 2009/10/5  | 『結局こっちも「溝」なのか ^^；；；』                 |                                               | |
| 第06回 | 2009/10/12 | 『さあ、こっちに振ってこい！』                        |                                               | |
| 第07回 | 2009/10/19 | 『お帰りなさいませ、ご主人さま』                      |                                               | |
| 第08回 | 2009/10/26 | 『AB型はレベルが高いんだよ!(何の?)』                  |                                               | |
| 第09回 | 2009/11/2  | 『文化の日は何を食べればいいんですか?』               | 石塚さより (姫百合珊瑚)                       | |
| 第10回 | 2009/11/9  | 『妄想は必要だと最近気づいた』                        | 上原れな (歌手)                               | |
| 第11回 | 2009/11/16 | 『ジャッキーと言えば、チェンだろ!(櫻井さんの挨拶)』   | Suara (歌手)                                  | |
| 第12回 | 2009/11/23 | 『普通にいい人じゃ、面白くないよ』                    |                                               | animateTVでは2009/11/24配信 |
| 第13回 | 2009/11/30 | 『お嬢さま方、お帰りなさいませ（←しぶしぶ）』         | 小暮英麻 (まーりゃん) 小野涼子 (久寿川ささら) | |
| 第14回 | 2009/12/7  | 『嵐の後の静けさ』                                    |                                               | |
| 第15回 | 2009/12/14 | 『しまった！ 『溝らじ』の罠だったのか！』             |                                               | |
| 第16回 | 2009/12/21 | 『私はいつでも自分が最高だと思っているんだ ^^；；；』 |                                               | |
| 第17回 | 2010/1/4   | 『正月から騒々しいなあ (;´Д`)』                       |                                               | |
| 第18回 | 2010/1/11  | 『紅白饅頭 OR 市長のトークCD』                        |                                               | animateTVでは2010/1/12配信 |
| 第19回 | 2010/1/18  | 『結局、オイシイのかよ ^^；；；』                     |                                               | |
| 第20回 | 2010/1/25  | 『じゃあ私が癒し系になればいいってことかな！』        |                                               | |
| 第21回 | 2010/2/1   | 『権力には弱いからさ (;´Д`)』                         |                                               | |
| 第22回 | 2010/2/8   | 『最初に出てきたのが『下克上』か』                    |                                               | |
| 第23回 | 2010/2/15  | 『こちらからドキッとさせるのだ！』                    |                                               | |
| 第24回 | 2010/2/22  | 『にゃんにゃんにゃんにゃんにゃんの日(;´Д`)』          |                                               | |
| 第25回 | 2010/3/1   | 『ここは男性用ですよ ^^；；；』                       |                                               | |
| 第26回 | 2010/3/8   | 『ヘンなものをもってくるのを忘れました』              |                                               | |
| 第27回 | 2010/3/15  | 『コーナーのなすりあいか (;´Д`)』                     |                                               | |
| 第28回 | 2010/3/22  | 『浮気OKってことですか(笑）』                         |                                               | animateTVでは2010/3/23配信 |
| 第29回 | 2010/3/29  | 『いま帰ったでー』                                    |                                               | 大阪・日本橋での公開録音 |
| 第30回 | 2010/4/5   | 『行ってまいります、ご主人さま』                      |                                               | 最終回 |
| 番外編 | 2010/8/2   |                                                       |                                               | 「リターンズ」として、ラジオCD Vol.3販売の宣伝のため音泉でのみで配信。 |
| 番外編 | 2012/11/2  |                                                       |                                               | 「またまたリターンズ」として、11月11日に開催される「ささら、まーりゃんの生徒会会長ラジオ for ToHeart2 presents 溝・メイドロボ ・F.I.X Records3姉妹 サイエンスホールの大決闘」宣伝のため、音泉でのみで配信。 |
| 番外編 | 2015/11/13 |                                                       | 小暮英麻 (まーりゃん) 小野涼子 (久寿川ささら) | 「リターンズ 私達が大アクアプラス祭に出られないのはおかしいのれす！！」として、音泉でのみで配信。ゲストの小野は産休中のため電話出演。                                                                       |

- サブタイトルは、アニメイトTV配信時に付けられたもの。
- 太字はゲストがいる回

## 主題歌
オープニングテーマ1『一番星』～ビーチサイドなのれすVer.～ （#1-#16）
歌：シルファ&ミルファ(櫻井浩美&山川琴美)
オープニングテーマ2『Heart To Heart』～決戦のバレンタインなのれす!Ver.～ （#17-#30）
歌：シルファ&ミルファ&イルファ(櫻井浩美&山川琴美&萩原えみこ)

## CD
ラジオCDはディスク2枚組（「リターンズ！ CDつくりました」だけ1枚のみ）
Disc1は特別版ラジオを収録(AudioCD)
Disc2は過去の配信分をCD版にアレンジし、配信分に比べ高音質で収録(DataCD)
- ラジオCD『来栖川重工presents メイドロボ3姉妹 ラジオはじめました』Vol.1 2010年1月29日発売 (第01回〜第10回収録)

animateでは徳島店を除く全店、またゲーマーズやメロンブックスの数店舗では購入特典としてオリジナルCDが配布された。(溝らじも同様)
- ラジオCD『来栖川重工presents メイドロボ3姉妹 ラジオはじめました』Vol.2 2010年3月19日発売 (第11回〜第20回収録)

- ラジオCD『来栖川重工presents メイドロボ3姉妹 ラジオはじめました』Vol.3 2010年9月23日発売 (第21回〜第30回収録)

- 来栖川重工presents メイドロボ3姉妹 ラジオはじめました リターンズ！ CDつくりました 2015年11月28日発売

2015年11月28日～29日に開催されたイベント「大アクアプラス祭」にあわせて制作、販売。
イベント販売特典として「ご家庭でも大アクアプラス祭の！…輪投げ気分が味わえるCD」が添付された（大アクアプラス祭では音泉ブースでの購入者に輪投げゲーム参加資格が与えられ、輪投げの成績に応じてイルファ、ミルファ、シルファの音声が再生された）